# Vergt
Vergt (okcitansko Vern) je naselje in občina v francoskem departmaju Dordogne regije Akvitanije. Leta 2007 je naselje imelo 1.725 prebivalcev.

## Geografija
Kraj leži v pokrajini Périgord ob reki Vern, 21 km južno od Périgueuxa.

## Uprava
Vergt je sedež istoimenskega kantona, v katerega so poleg njegove, vključene še občine Bourrou, Breuilh, Cendrieux, Chalagnac, Creyssensac-et-Pissot, Église-Neuve-de-Vergt, Fouleix, Grun-Bordas, Lacropte, Saint-Amand-de-Vergt, Saint-Maime-de-Péreyrol, Saint-Michel-de-Villadeix, Saint-Paul-de-Serre, Salon in Veyrines-de-Vergt s 6.188 prebivalci.
Kanton Vergt je sestavni del okrožja Périgueux.

## Pobratena mesta
- Saint-Jacques de Montcalm (Quebec, Kanada);